# PGC 40732
LEDA/PGC 40732 ist eine elliptische Zwerggalaxie vom Hubble-Typ dE2 im Sternbild Jungfrau nördlich der Ekliptik. Sie ist schätzungsweise 22 Millionen Lichtjahre von der Milchstraße entfernt. Unter der Katalognummer VCC 931 ist sie als Mitglied des Virgo-Galaxienhaufens gelistet.

Im selben Himmelsareal befinden sich u. a. die Galaxien NGC 4429, IC 3346, IC 3347, IC 3371.